# 利尼夫卡 (羅日謝區)
51°1′53″N 25°8′3″E / 51.03139°N 25.13417°E
利尼夫卡（烏克蘭語：Линівка），是烏克蘭的村落，位於該國西部沃倫州，由盧茨克區負責管轄，始建於1870年，面積0.27平方公里，海拔高度178米，2001年人口81，人口密度每平方公里304.51人。